# Nina Trofímova
Nina Petrovna Trofímova (en rus: Нина Петровна Трофимова) (óblast de Saràtov, 1944) va ser una ciclista soviètica. Va aconseguir una medalla de bronze al Campionat del món en ruta de 1969, per darrere de l'estatunidenca Audrey McElmury i la britànica Bernadette Swinnerton.